# Duc d'Édimbourg
Pour les articles homonymes, voir Duc d'Édimbourg (homonymie).

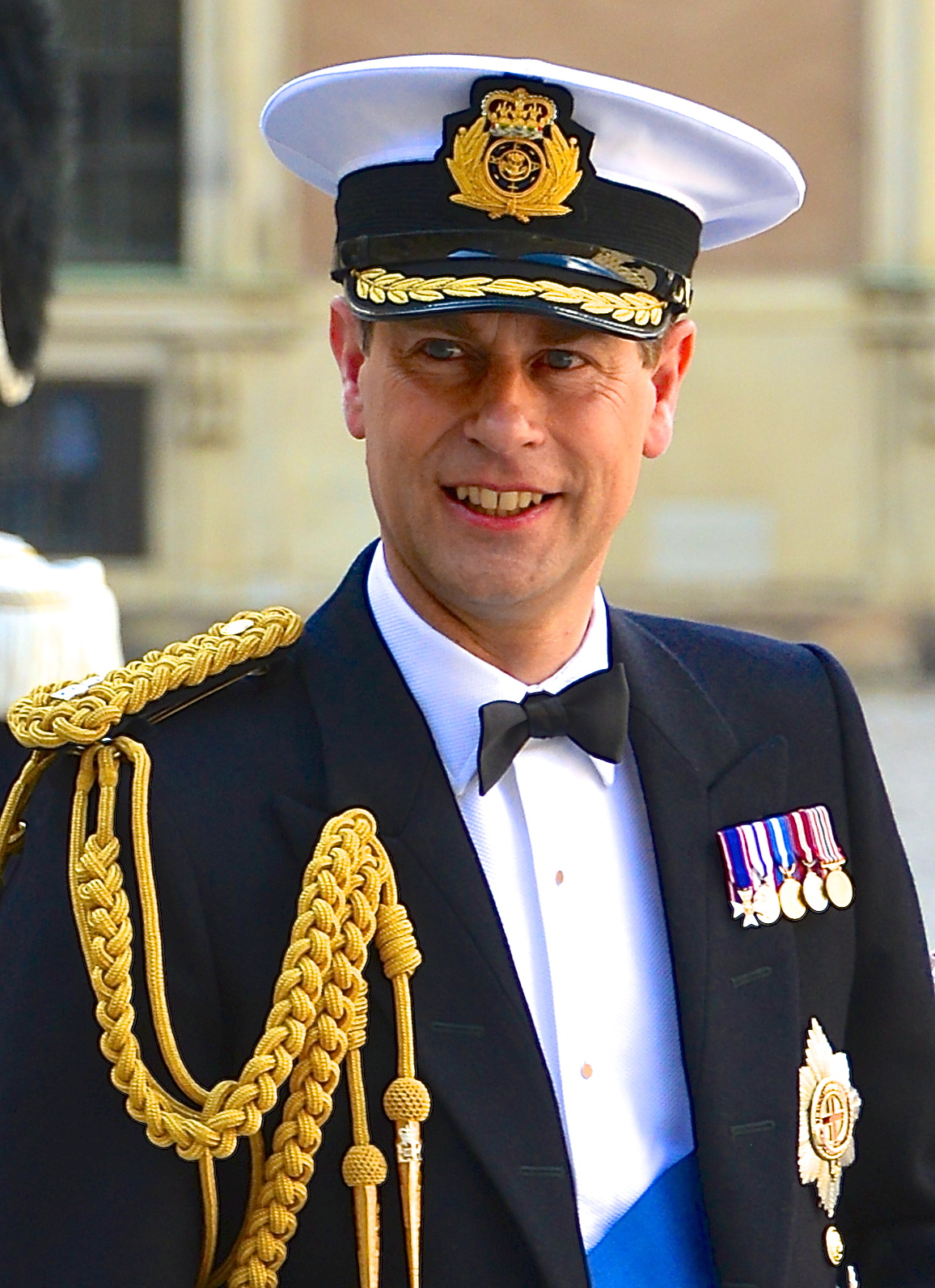
Le prince Edward, duc d'Édimbourg depuis le 10 mars 2023.

Le titre de duc d'Édimbourg est un titre accordé par le souverain britannique aux membres de la famille royale. Il a été créé quatre fois depuis 1726, une fois dans la pairie de Grande-Bretagne et trois fois dans la pairie du Royaume-Uni. Il a aussi été joint à celui de Gloucester sous la forme duc de Gloucester et Édimbourg.
L'actuel porteur du titre est le prince Edward, nommé duc d'Édimbourg le 10 mars 2023.

## Histoire
Le titre est créé le 26 juillet 1726. Il est donné à Frédéric, le fils aîné de George, prince de Galles, futur George II. À la mort du prince Frédéric, son fils, le prince George, hérite du titre. Quand il monte sur le trône sous le nom de George III, le titre est réuni à la Couronne.
George III recrée le titre le 19 novembre 1764 pour son jeune frère, le prince William, le joignant à celui de Gloucester sous la forme « duc de Gloucester et Édimbourg ». Le titre passe à son fils unique, le prince William Frederick, qui meurt sans descendance masculine, entraînant l'extinction du titre.
Le titre est ensuite conféré au deuxième fils de la reine Victoria, le prince Alfred, cette fois-ci dans la pairie du Royaume-Uni. À la mort du prince, le titre s'éteint. Il est attribué, le 19 novembre 1947, à Philip Mountbatten, le jour précédant son mariage avec la princesse Élisabeth, qui devient Élisabeth II en 1952. Avant d'accéder au trône, la princesse était connue en tant que Son Altesse Royale la princesse Élisabeth, duchesse d'Édimbourg.
À l'occasion du mariage du prince Edward, dernier fils d'Élisabeth II, en 1999, la reine lui octroie le titre de comte de Wessex, tout en précisant qu'il recevrait in fine le titre de duc d'Édimbourg lorsque son père, le prince Philip, et Élisabeth II elle-même seraient tous deux décédés. Néanmoins, comme tous les titres des pairies britanniques, les titres de duc sont hérités par les aînés. À la mort du prince Philip, le prince Charles hérite donc du titre. Tant que Charles n'était pas roi, le titre de duc d'Édimbourg (et ses titres subsidiaires) s'ajoutait aux titres dont il bénéficiait. Lors de son accession au trône, en 2022, le titre est immédiatement rattaché à la Couronne. Il devient alors disponible pour être conféré à un autre membre de la famille royale, mais sous la forme d'une nouvelle création. Toutefois, The Mail on Sunday rapporte peu après que Charles III envisagerait d'attribuer ce titre à sa petite-fille, la princesse Charlotte, plutôt qu'au prince Edward, en considération de sa position dans l'ordre de succession au trône et afin de rendre hommage à la reine Élisabeth II, qui était duchesse d'Édimbourg avant d'accéder à la Couronne,,. Le prince Edward est finalement titré duc d'Édimbourg le 10 mars 2023, à l'occasion de son 59e anniversaire. Le palais précise cependant que le duché, conféré en tant que titre de pairie non héréditaire, n'est pas transmissible aux descendants du prince Edward.

## Liste des titulaires

### Première création (1726)
Titres subsidiaires : marquis de l'île d'Ely, comte d'Eltham, vicomte Launceston, baron Snowdon.
| No | Portrait            | Titulaire                              | Dates     | Autres titres                                        | Éléments biographiques                                                                |
| -- | ------------------- | -------------------------------------- | --------- | ---------------------------------------------------- | ------------------------------------------------------------------------------------- |
| 1  | Frédéric de Galles. | Frédéric, prince de Galles (1707-1751) | 1726-1751 | Prince de Galles Duc de Cornouailles Duc de Rothesay | Fils aîné du roi George II et de la reine Caroline.                                   |
| 2  | George de Galles.   | George, prince de Galles (1738-1820)   | 1751-1760 | Prince de Galles                                     | Fils aîné du précédent et de la princesse Augusta. Devient le roi George III en 1760. |

### Duc de Gloucester et Édimbourg
Titres subsidiaires : comte de Connaught (dans la pairie d'Irlande).
- 1764-1805 : prince William (1743-1805), frère de George III ;
- 1805-1834 : prince William Frederick (1776-1834), fils du précédent.

### Deuxième création (1866)
Titres subsidiaires : comte de Kent, comte d'Ulster.
| No | Portrait                         | Titulaire                                   | Dates     | Autres titres                | Éléments biographiques                               |
| -- | -------------------------------- | ------------------------------------------- | --------- | ---------------------------- | ---------------------------------------------------- |
| 1  | Alfred de Saxe-Cobourg et Gotha. | Alfred de Saxe-Cobourg et Gotha (1844-1900) | 1866-1900 | Duc de Saxe-Cobourg et Gotha | Fils cadet de la reine Victoria et du prince Albert. |

### Troisième création (1947)
Titres subsidiaires : comte de Merioneth, baron Greenwich.
| No | Portrait            | Titulaire                        | Dates     | Autres titres                                        | Éléments biographiques                                                                  |
| -- | ------------------- | -------------------------------- | --------- | ---------------------------------------------------- | --------------------------------------------------------------------------------------- |
| 1  | Philip Mountbatten. | Philip Mountbatten (1921-2021)   | 1947-2021 | Prince du Royaume-Uni                                | Époux de la reine Élisabeth II.                                                         |
| 2  | Charles de Galles.  | Charles, prince de Galles (1948) | 2021-2022 | Prince de Galles Duc de Cornouailles Duc de Rothesay | Fils aîné du précédent et de la reine Élisabeth II. Devient le roi Charles III en 2022. |

### Quatrième création (2023)
Titres subsidiaires : comte de Wessex, vicomte Severn (1999), comte de Forfar (2019).
| No | Portrait               | Titulaire                    | Dates       | Autres titres                                  | Éléments biographiques                                                       |
| -- | ---------------------- | ---------------------------- | ----------- | ---------------------------------------------- | ---------------------------------------------------------------------------- |
| 1  | Edward du Royaume-Uni. | Edward du Royaume-Uni (1964) | Depuis 2023 | Comte de Wessex Comte de Forfar Vicomte Severn | Fils de la reine Élisabeth II et du prince Philip. Frère du roi Charles III. |

## Prix international du duc d'Édimbourg
En 1956, le prince Philip crée le prix international du duc d'Édimbourg dans le but d'encourager l'engagement social, la santé, le bien-être et l'intégration sociale de la jeunesse.